# Sytuacja kryzysowa
Sytuacja kryzysowa – zespół okoliczności zewnętrznych i wewnętrznych, wpływających na dany układ w taki sposób, iż zaczynają się i trwają w nim zmiany. Rezultatem tych zmian może być jakościowo nowy układ lub nowa struktura i funkcja w układzie istniejącym.

## Przyczyny sytuacji kryzysowej
Jest ona zwykle następstwem katastrof naturalnych lub awarii technicznych.
Sytuacje kryzysowe powstają również w przypadku:
- zakłócenia porządku publicznego (manifestacje, blokady dróg, przejść granicznych, urzędów itp.),
- działań terrorystycznych,
- zagrożenia bezpieczeństwa obywateli lub konstytucyjnego ustroju państwa,
- zewnętrznego zagrożenia bezpieczeństwa państwa, czyli zagrożenia wojną (szczególna sytuacja kryzysowa).
- nieprawdziwych informacji, które mają wpływ na postawy i zachowania ludzi.

Sytuacje kryzysowe mogą spowodować zagrożenia:
- zwyczajne w następstwie niekontrolowanej, codziennej działalności społeczno-gospodarczej,
- nadzwyczajne w wyniku awarii, katastrofy i klęski żywiołowej.

Do zagrożeń zaliczyć należy:
- globalną zmianę klimatu – efekt cieplarniany,
- zmniejszanie grubości stratosferycznej warstwy ozonowej,
- zmniejszanie różnorodności biologicznej ekosystemów,
- wylesienie i pustynnienie terenów,
- degradacja wód oceanicznych i morskich,
- niekontrolowany rozwój techniki wojskowej,
- niezrównoważony rozwój gospodarczy.

| Aspekt                        | Rodzaje sytuacji kryzysowych                                                                              |
| ----------------------------- | --- |
| Ognisko sytuacji kryzysowej   | - Wewnętrzne - Zewnętrzne                                                                                 |
| Natura                        | - Techniczno-technologiczne - Ludzkie - Ekonomiczne                                                       |
| Przewidywalność               | - Pewne - Możliwe - Nieoczekiwane                                                                         |
| Kreacja                       | - Spowodowane przez przyczyny naturalne - Przypadkowe działania ludzi - Celowe (sztuczne) działania ludzi |
| Presja czasu                  | - Ukryte - Ostre                                                                                          |
| Tempo rozwoju i okres trwania | - Błyskawiczne - Nagłe - Przewlekłe                                                                       |
| Obszar analizy                | - Dotyczące jednostki - Dotyczące organizacji - Systemowe                                                 |
| Obszar oddziaływania          | - Lokalne - Krajowe - Międzynarodowe                                                                      |
| Skutki                        | - Destrukcyjne - Twórcze                                                                                  |

## Kryzys w organizacji
Za przyczyny kryzysu uznaje się wszystkie endo- i egzogeniczne czynniki, które mogą wywoływać stany kryzysowe w organizacji. Według z tego podejścia, zakłada się, iż przedsiębiorstwo funkcjonuje w ściśle określonym otoczeniu, które generuje zbiór czynników egzogenicznych. Otoczenie to charakteryzuje się zazwyczaj stosunkowo wysokim stopniem niepewności i zmienności – co może w znacznym stopniu wpływać na warunki funkcjonowania oraz efektywność podmiotów gospodarczych. W ujęciu tradycyjnym otoczenie przedsiębiorstwa dzieli się na:
- makrootoczenie
- mikrootoczenie[2]

Makrootoczenie to zespół warunków funkcjonowania przedsiębiorstw działających w danym miejscu i czasie, w skład czynników makroekonomicznych wchodzą między innymi klimat, stan infrastruktury, prawo, sytuacja gospodarcza regionu oraz kraju, upodobania mieszkańców, ich demograficzna segmentacja, normy kulturowe etc. Makrootoczenie ma największy wpływ na działalność podmiotów gospodarczych, gdyż w znacznym stopniu ogranicza oraz określa możliwości rozwoju oraz działania przedsiębiorstw. Sytuacje kryzysowe są bardzo często wywoływane w momencie zaniku lub braku kontroli nad makrootoczeniem firmy. Można tu także mówić o makrootoczeniach korzystnych – wspierających rozwój biznesu oraz niekorzystnych – w których państwo oraz czynniki dodatkowe nie oddziaływają pozytywnie na sferę biznesu.
Mikrootoczenie nazywane jest także otoczeniem konkurencyjnym firmy, kształtowane jest przez wszystkie podmioty gospodarcze, które tworzą z przedsiębiorstwem powiązania biznesowe. Należą tu: klienci, konkurenci, dostawcy, instytuty naukowe i inne organizacje związane z branżą. Pozycja konkurencyjna firmy – będąca jednocześnie jednym z podstawowych elementów strategii konkurowania generuje możliwość jej oddziaływania na poszczególne elementy wchodzące w skład mikrootoczenia. Sytuacje kryzysowe w firmie są w praktyce dość często generowane właśnie przez mikrootoczenie, gdyż tworzy ono specyficzne sektorowe środowisko działania przedsiębiorstwa. Jednym z rodzajów sytuacji kryzysowych, jest kryzys wizerunkowy.
Wpływ makro i mikrootoczenia na sytuację kryzysową to zależność nieliniowa i dwukierunkowa
Efektywność funkcjonowania podmiotów gospodarczych zależy nie tylko od czynników zewnętrznych, ale także w znacznym stopniu od działań oraz procesów zachodzących wewnątrz firmy, czyli czynników endogenicznych. Czynniki te mogą wynikać z problemów, bądź błędów w zarządzaniu firmą – bierzemy tu pod uwagę zarządzanie na wszystkich szczeblach tj. strategicznym, taktycznym oraz operacyjnym.
Najbardziej przekrojowym modelem opisującym zestaw typów objawów kryzysu organizacji, jest model sygnałów kryzysowych. W tej koncepcji symptomy kryzysu mają różnorodny charakter i dotyczą poszczególnych funkcji wewnętrznych organizacji. Determinanty kryzysu mogą wystąpić zgodnie z wyżej wymienioną koncepcją w różnych sferach firmy takich jak: zarządzanie, marketing, produkcja, technologia, opracowanie strategii firmy, zarządzanie operacyjne.

## Przyczyny sytuacji kryzysowej w organizacji

### Zarządzanie operacyjne
- Niedobory kapitału
- Nadmierne zapasy
- Nieodpowiednie zarządzanie ludźmi
- Niefachowa księgowość
- Nadmierne zadłużenie
- Zawyżanie dochodów
- Niedoszacowanie kosztów

### Kadra zarządzająca
- Zbyt wysokie wynagrodzenie kadry zarządzającej
- Konflikty wśród udziałowców/ wspólników
- Brak kompetencji

### Strategia
- Brak odpowiedniej strategii firmy
- Niski popyt na produkty
- Uzależnienie od niewielu klientów oraz dostawców
- Nieprzeciwdziałanie konkurencji

### Technologia
- Brak zastosowania innowacji technologicznych
- Niedopracowany produkt
- Zastosowanie wadliwych komponentów i materiałów

### Koszty
- Niedoszacowanie kosztów
- Wzrost kosztów materiałowych
- Wzrost kosztów wytwarzania
- Wzrost kosztów stałych
- Wzrost kosztów ogólnych
- Wzrost płac

### Marketing
- Niewłaściwy plan marketingowy
- Zawyżanie cen
- Zaniżanie cen
- Niewłaściwe prognozy
- Przereklamowanie

Po przeanalizowaniu bodźców endo- oraz egzogenicznych, wyróżnić można cztery główne grupy źródeł powstawania kryzysów w firmach (stanowią one połączenie bodźców endo- oraz egzogenicznych):
1. czynniki losowe wywołane siłą wyższą – sztorm, erupcja wulkanu, trzęsienie ziemi, katastrofa, etc.,
2. problemy techniczne – brak zastosowania odpowiednich technologii, błędy występujące w produktach lub podczas ich produkcji, etc.,
3. błędy ludzkie wywołujące katastrofalne skutki – zderzenie statków paliwowych, etc.,
4. brak bądź błędne decyzje na szczeblu kierowniczym[5].

Identyfikując przyczyny powstawania sytuacji kryzysowych w większości firm, można zauważyć, iż szeroko rozumiane kryzysy są wywoływane przez kilka przyczyn jednocześnie. Najczęściej dochodzi do połączenia czynników kryzysogennych pochodzących z zewnątrz, jak i z wewnątrz organizacji.

### Czynniki zewnętrzne
- Kryzys makroekonomiczny
- Utrwalające się trendy spadku sprzedaży
- Niekorzystne wskaźniki dotyczące rozwoju rynku/ sektora
- Wzrastająca walka konkurencyjna
- Pojawienie się substytutów
- Pojawienie się nowych technologii
- Zmiany w zakresie polityki podatkowej, celnej, koncesyjnej, etc
- Deregulacja oraz liberalizacja rynku
- Zdarzenia losowe
- Luka niedoboru – zmniejszenie się względnego udziału w rynku
- Niekorzystne zmiany w wizerunku firmy
- Utrata głównych nabywców/ dostawców

### Czynniki wewnętrzne
- Błędnie zdefiniowany cel rozwoju firmy
- Brak monitoringu zmian zachodzących w otoczeniu
- Brak/ nieadekwatne planowanie długookresowe
- Błędna polityka rozwojowa
- Zachwiana komunikacja wewnątrz oraz na zewnątrz organizacji
- Źle prowadzona gospodarka zasobowa
- Brak planowania oraz zarządzania zmianami
- Nieadekwatne rozwiązania administracyjno-organizacyjne w przedsiębiorstwie
- Problemy z płynnością finansowa, straty finansowe
- Wzrost kosztów działalności
- Spadek wartości przedsiębiorstwa
- Konflikty wśród kadry
- Brak kompetencji kadry zarządzającej
- Rosnąca dźwignia finansowa w strukturze kapitału
- Zahamowanie procesów rozwojowych, innowacyjnych oraz inwestycyjnych

## Rozwój sytuacji kryzysowej w organizacji
Kryzys przybiera na sile w miarę pogłębiania się już istniejących problemów oraz pojawiania się nowych. Sytuacji tej towarzyszy najczęściej ogólna destabilizacja działania firmy – pojawia się tzw. efekt domina oraz reakcja łańcuchowa. Za najczęstsze symptomy kryzysu uznaje się porażki i niepowodzenia w tych dziedzinach działalności firmy, które w znaczącym stopniu wpływają na ogólną kondycję przedsiębiorstwa.
Analizując istotę kryzysu organizacji bardzo często przyjmuje się, że kryzys w przedsiębiorstwie stanowi jedną z faz rozwoju organizacji, a jego pojawienie się stanowi dla organizacji nową sytuację decyzyjną.
W pierwszej fazie rozwoju sytuacji kryzysowej dochodzi do uśpienia czujności kierownictwa przedsiębiorstwa – pierwsze symptomy kryzysu zostają błędnie ocenione. Sytuację tę charakteryzuje duża niepewność, gdyż decyzje podejmowane są przy niewystarczającej ilości informacji oraz bardzo często pod presją czasu. Charakterystyczny jest tu także element zaskoczenia, nie jesteśmy w stanie do końca przewidzieć jakie skutki będą miały podjęte decyzje lub zaimplementowane rozwiązania. W kolejnej fazie dochodzi do zdecydowanego rozwoju sytuacji kryzysowej – kadra zarządzająca działa pod silną presją czasu, jak również otoczenia – co w znacznym stopniu utrudnia identyfikację zagrożeń pojawiających się w przedsiębiorstwie oraz jego otoczeniu. Zaistniała sytuacja prowadzi ostatecznie do sytuacji, w której dalsze istnienie firmy jest niemożliwe.
Obiektywny osąd sytuacji jest także trudny do przeprowadzenia w sytuacji, gdy firmy odnoszą sukcesy (rynkowe, ekonomiczne), dochodzi wtedy do uśpienia czujności organizacji oraz pokładania nadmiernego zaufania i wiary w skuteczność działania zarządu. W tego typu sytuacji dojść może do zbyt optymistycznej oceny kondycji firmy, popełniania błędów w zarządzaniu, często łączy się z tym także zbyt entuzjastyczna postawa kierownictwa oraz nadmierne zaangażowanie emocjonalne, co prowadzić może do zaistnienie sytuacji kryzysowej, bądź do jej pogłębienia.